# أوبس!... فعلتها مرة ثانية
أوبس!... فعلتها مرة ثانية أو أوبس!...أي ديد ات اغين (بالإنجليزية: Oops!...I Did It Again)‏ هو ثاني ألبوم ستوديو للمغنية الأمريكية  بريتني سبيرز, أصدرت تسجيلات جايف الألبوم في 16 مايو 2000
أغاني هذا الألبوم تحمل طابع البوب, البوب الراقص وبوب المراهقين, بأجواء مشابهة لأجواء ألبوم سبيرز الأول بيبي ون مور تايم, وأيضا فيه نوع من موسيقى الـ ريذم أند بلوز , وتعيد فيه سبيرز تسجيل أغنية الرولينغ ستونز (لاأقبل بعدم) الرضا وأنتج الألبوم عدد من المنتجين مثل ماكس مارتن, رامي يعقوب وغيرهم.
تلقى الألبوم نقد ايجابي وتصدر قائمة أفضل 200 ألبوم بالبيلبورد, وباع أكثر من 1,319,000 مليون نسخة في أسبوعه الأول, كاسراً الرقم القياسي كأعلى الألبومات مبيعاً في أسبوعه الأول لفنانة أنثى. بعد 15 سنة تمكنت المغنية البريطانية أديل من كسر الرقم الذي حققته بريتني بألبومها "25" الذي باع أكثر من 3,38 مليون نسخة في أسبوعه الأول. تصدر الألبوم رقم 1 في 15 وكان ضمن أفضل 5 ألبومات في استراليا، فنلندا، نيوزيلاندا والمملكة المتحدة . ويعتبر ألبومها الثاني الذي يحصل على شهادة ماسية من رابطة صناعة التسجيلات الأمريكية . باع الألبوم أكثر من 28 مليون نسخة عالمياً, ليكون ضمن أكثر الألبومات مبيعاً في التاريخ وثاني أفضل ألبومات سبيرز مبيعاً بعد بيبي ون مور تايم .
أصدرت بريتني من الألبوم 4 أغاني منفردة, وأغنية «أوبس!...فعلتها مرة ثانية» أصبحت رقم واحد في أستراليا, كندا, المملكة المتحدة و9 دول أخرى وكانت رقم تسعة في أمريكا, وأغنية «محظوظة» كانت رقم واحد في 5 دول, وضمن توب 10 في 12 دولة ورقم 23 في أمريكا, وأغنية «أقوى» كانت ضمن توب 10 أغاني في تسعة دول, ورقم 11 في أمريكا, وأخذت شهادة ذهبية في أمريكا وثلاثة دول, و«لا تجعلني اخر من يعلم» أخذت نجاحاً معتدلاًً.
| #  | عنوان الأغنية                                            | المدة |
| -- | -------------------------------------------------------- | ----- |
| 1  | "Oops!...I Did It Again أوبس!... فعلتها مرة ثانية"       | 3:31  |
| 2  | "Stronger أقوى"                                          | 3:23  |
| 3  | "Don't Go Knockin' on My Door لا تدق على بابي"           | 3:43  |
| 4  | "(I Can't Get No) Satisfaction لا أستطيع أن أرضى"        | 4:24  |
| 5  | "Don't Let Me Be the Last to Know لا تجعلني اخر من يعلم" | 3:50  |
| 6  | "What U See (Is What U Get) ما تراه هو ما تحصل عليه      | 3:36  |
| 7  | "Lucky محظوظة"                                           | 3:25  |
| 8  | "One Kiss from You قبلة واحدة منك"                       | 3:23  |
| 9  | "Where Are You Now أين أنت الان"                         | 4:39  |
| 10 | "Can't Make You Love Me لا أستطيع أن أجعلك تحبني"        | 3:16  |
| 11 | "When Your Eyes Say It عندما تقولها عيناك"               | 4:30  |
| 12 | "Dear Diary مذكرتي العزيزة"                              | 2:46  |

## وصلات خارجية
- أوبس!... فعلتها مرة ثانية على موقع ميتاكريتيك (الإنجليزية)
- أوبس!... فعلتها مرة ثانية على موقع الموسوعة البريطانية (الإنجليزية)
- أوبس!... فعلتها مرة ثانية على موقع أول موفي (الإنجليزية)